# Endamaghang
Endamaghang ist ein Verwaltungsbezirk (Ward) des Distrikts Karatu in der tansanischen Region Arusha.

## Geografie
Endamaghang liegt im Norden von Tansania etwa 150 Kilometer westlich der Regionshauptstadt Arusha am Nordostufer des Eyasisees. Das Ufer des Sees liegt in etwa 1000 Meter Seehöhe, nach Osten steigt das Gebiet Richtung Oldeani auf über 2000 Meter an.
Der Bezirk grenzt im Westen an den Eyasisee, im Norden an den Bezirk Eyasi, im Osten an Daa, im Südosten an Baray und im Süden an Mang'ola.
Endamaghang hat eine Fläche von 116 Quadratkilometern. Bei der Volkszählung 2022 lebten hier 5742 Menschen in 1318 Haushalten.

## Gliederung
Der Bezirk besteht aus zwei Gemeinden (Mtaa) mit sechs Orten (Kitongoji):
| Mikocheni - Endabesh - Hareabi - Kisimangeda | Endamaghang - Migungani - Jangwani - Getawasan |

## Wirtschaft und Infrastruktur
- Gesundheit: Im Bezirk liegen zwei staatliche Apotheken, je eine in den Gemeinden Mikocheni[7] und Endamaghang.[8]